# Małki (gromada)
Małki – dawna gromada, czyli najmniejsza jednostka podziału terytorialnego Polskiej Rzeczypospolitej Ludowej w latach 1954–1972.
Gromady, z gromadzkimi radami narodowymi (GRN) jako organami władzy najniższego stopnia na wsi, funkcjonowały od reformy reorganizującej administrację wiejską przeprowadzonej jesienią 1954 do momentu ich zniesienia z dniem 1 stycznia 1973, tym samym wypierając organizację gminną w latach 1954–1972.
Gromadę Małki z siedzibą GRN w Małkach utworzono – jako jedną z 8759 gromad na obszarze Polski – w powiecie brodnickim w woj. bydgoskim, na mocy uchwały nr 24/2 WRN w Bydgoszczy z dnia 5 października 1954. W skład jednostki weszły obszary dotychczasowych gromad Małki i Wymokłe ze zniesionej gminy Wrocki, obszar dotychczasowej gromady Tylice ze zniesionej gminy Nieżywięć oraz obszar dotychczasowej gromady Niewierz ze zniesionej gminy Brodnica w tymże powiecie. Dla gromady ustalono 23 członków gromadzkiej rady narodowej.
Gromadę zniesiono 1 stycznia 1972, a jej obszar włączono do gromad Brodnica (sołectwo Niewierz) i Nieżywięć (sołectwa Małki, Tylice i Wymokłe) w tymże powiecie.